# Administración regional
La administración regional es un nivel de administración territorial, es decir, que tiene como elemento fundamental un territorio determinado, en el que despliega sus competencias, denominado región, que puede corresponder al nivel superior o intermedio de la división administrativa de un país o estado.

## Regulación por países

### Chile
En Chile, las regiones son las divisiones territoriales superiores del país. La administración superior de cada una de las regiones corresponde a los gobiernos regionales, constituidos por dos órganos: por el intendente respectivo, designado por el presidente de la República y que se mantiene en sus funciones mientras cuente con su confianza, y por el consejo regional, compuesto de consejeros elegidos por sufragio universal, en votación directa, por periodos de cuatro años, y que pueden ser reelegidos.
Desde el año 2021 cada una de las 16 regiones del país tendrá un Gobernador Regional, el cual reemplazará al Intendente y será elegido en votación directa, por períodos de cuatro años, con la posibilidad de ser reelegido exclusivamente en una ocasión.